# オグデン (ユタ州)
オグデン（英: Ogden、[ˈɒɡdɛn]）は、アメリカ合衆国ユタ州の都市。ウィーバー郡の郡庁所在地である。人口は8万7321人（2020年）。グレートソルト湖の東16km、ソルトレイクシティから北に64kmに位置している。その歴史の大半を通じて鉄道の要衝であり、現在も大量の鉄道貨物を扱っているので、製造業や商業にとって便利の良い立地となっている。ワサッチ山脈、市内にある多くの歴史的建造物、ウィーバー州立大学でも知られている。
オグデンはオグデン・クリアフィールド都市圏の主要都市であり、この都市圏にはウィーバー郡の他、モーガン郡とデービス郡も含まれている。2010年時点の都市圏人口は547,184 人だった。2010年、雑誌フォーブスはオグデンを「家族を養う最良の場所」の第6位に挙げた。1954年からドイツのホーフ市と姉妹都市関係を築いている。

## 歴史
オグデン市は元々の名前をフォートブエナベンチュラといい、現在ユタ州となっている地域では初のヨーロッパ人子孫による恒久的開拓地だった。1846年、現在のオグデン市中心街から約1.6キロメートル西に、罠猟師のマイルス・グッドイヤーが設立した。1847年11月、モルモン開拓者がフォートブエナベンチュラを1,950米ドルで買収した。この開拓地はジェイムズ・ブラウン大尉に因んでブラウンビルと呼ばれたが、後にハドソン湾会社の団長ピーター・スキーン・オグデンに因んでオグデンと改名された。オグデンは1世代前にウィーバー・バレーで罠猟をしていた。当初フォートブエナベンチュラがあった場所は、現在ウィーバー郡立公園になっている。

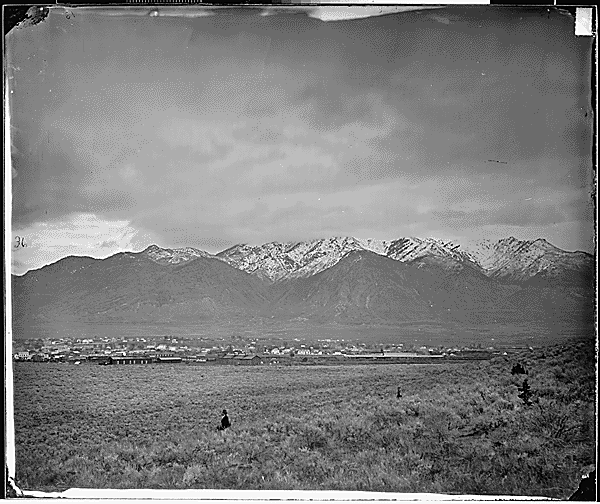
1874年のオグデン

1869年にユタ州（当時はユタ準州）プロモントリー・サミットでゴールデン・スパイクを打って、最初の大陸横断鉄道が締結されたが、オグデンはそこに最も近いそこそこの大きさの都市だった。南北方向と東西方向の旅客鉄道が交わる所として知られ、地元商工会議所は「オグデンに来なければどこへも行けない」というモットーを採用することになった。アメリカ合衆国東部から西のサンフランシスコに行く旅客はオグデンを通るのが通常だった（南の大都市ソルトレイクシティは通らなかった）。しかし、現在オグデンは全国的な旅客鉄道運行会社であるアムトラックが通らなくなり、オグデンから鉄道で旅する者は通勤鉄道の「フロントランナー」でソルトレイクシティかプロボに行かねばならない。

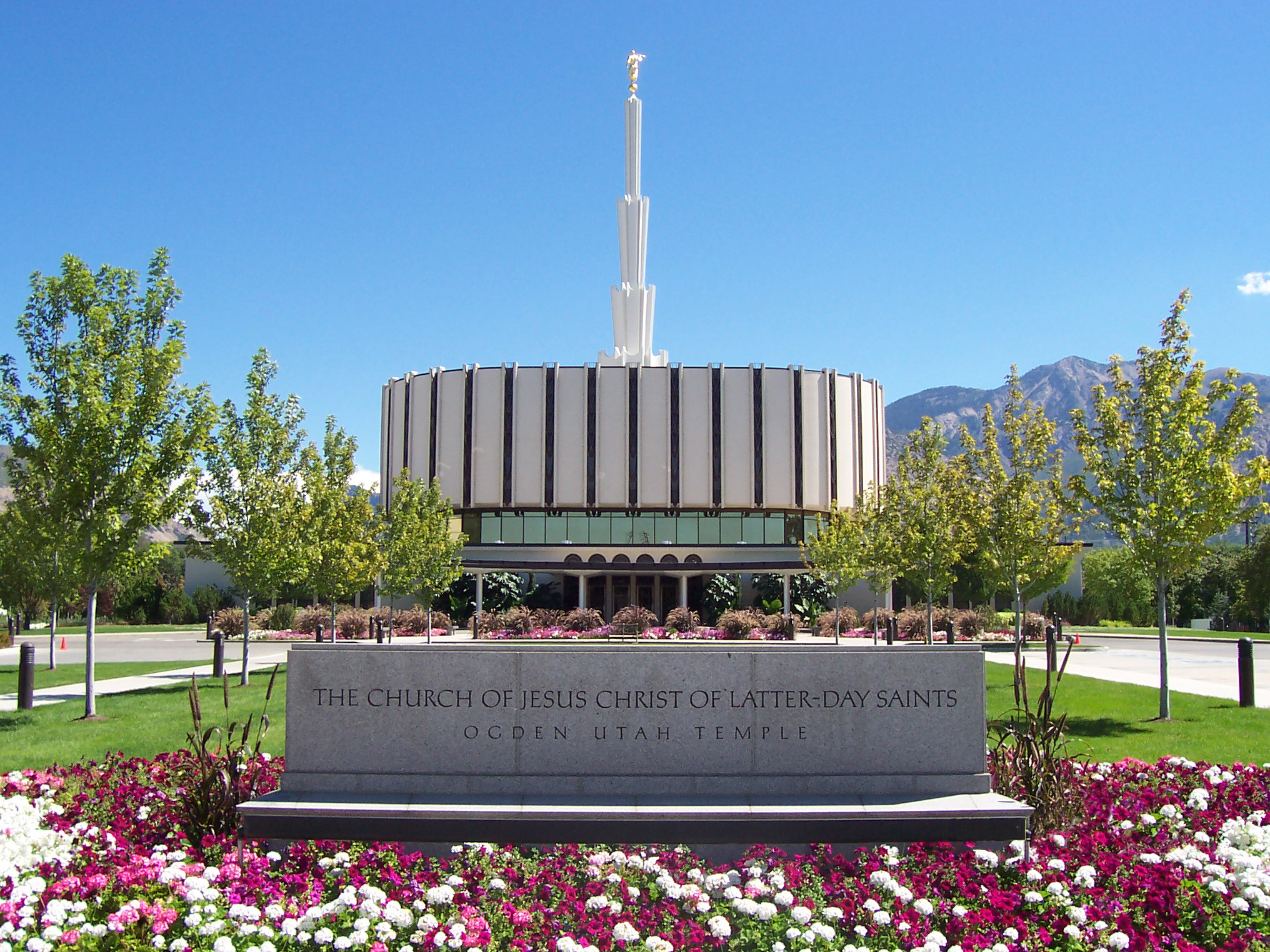
オグデン・ユタ・テンプル

1972年、末日聖徒イエス・キリスト教会が市内にオグデン・ユタ・テンプルを建設し、竣工式を行った。この寺院は地域に多く住むモルモン教徒のために建てられた。2010年、末日聖徒イエス・キリスト教会はこの寺院と隣接する礼拝堂に大規模改修を行うと発表した。2011年4月に始まった工事には、70年代の外観を完全に変更し、礼拝堂から尖塔を除去して寺院の尖塔を目立つようにし、新しく地下駐車場と庭園を設けることが含まれていた。
オグデンは以前、ユタ州で第2の都市だったので、数多い歴史的建造物がある。しかし1980年代までにソルトレイクシティの郊外都市やプロボ市が人口でオグデンを上回るようになった。
オグデン防衛補給廠が1941年から1997年まで市内で運営されていた。1,128エーカー (4.56 km2) あるその敷地の幾らかはビジネス・デポ・オグデンと呼ぶ商業地区と産業団地に転換されてきた。
アメリカ海軍ではこれまでに2隻の艦船がオグデンと名付けられてきた。1943年のUSSオグデン (哨戒フリゲート)と1964年のUSSオグデン (ドック型輸送揚陸艦)である。

## 地理
オグデン市はワサッチ山脈の麓、北緯41度13分11秒 西経111度58分16秒 / 北緯41.2196度 西経111.9712度 (41.2196, −111.9712)に位置している。
アメリカ合衆国国勢調査局に拠れば、市域全面積は26.6平方マイル (69.0 km2)であり、すべて陸地である。標高は約1,300メートルから1,600メートルまで変化している。

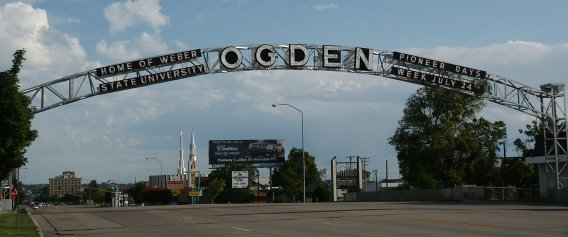
オグデン川の傍、ワシントン・ブールバードに架かるオグデンの看板、中心街に向かう方向

東部の山岳地に発するオグデン川とウィーバー川が市内を流れ、市境の西で合流する。オグデン川峡谷の市内から11キロメートル東にパインビュー・ダムがある。ダム背後の貯水池は110,000エーカー・フィート (140,000,000 m3) 以上の水を溜めており、地域のレクリエーションにも使われている。
市内に近い著名な山は東のオグデン山と、北のベンロモンド山がある。

### 気候
オグデンは夏に乾燥する湿潤大陸性気候（ケッペンの気候区分Dsa）にある。夏は暑く乾燥し、気温は95°F (35 ℃) に達することが多く、100°F (38 ℃) になることも年間数日ある。夏の雨は不定期に発生する雷雨という形でもたらされる。通常7月半ばから9月半ばであり、モンスーンがよく吹く季節である。太平洋から来る嵐は通常10月頃から5月まで続き、春に降水量が最大になる。降雪は通常10月下旬あるいは11月初旬に始まり、4月まで発生することもある。冬は冷涼で雪が多く、1月の平均最高気温は37°F (3 ℃) である。降雪量は年平均22インチ (56 cm)、降水量は年平均23.67インチ (600 mm) である。過去最低気温は1949年1月26日に記録された-16°F (-27 ℃)、過去最高気温は2002年7月14日に記録された106°F (41 ℃)である。
| オグデン（1981年-2010年平均）の気候 | オグデン（1981年-2010年平均）の気候 | オグデン（1981年-2010年平均）の気候 | オグデン（1981年-2010年平均）の気候 | オグデン（1981年-2010年平均）の気候 | オグデン（1981年-2010年平均）の気候 | オグデン（1981年-2010年平均）の気候 | オグデン（1981年-2010年平均）の気候 | オグデン（1981年-2010年平均）の気候 | オグデン（1981年-2010年平均）の気候 | オグデン（1981年-2010年平均）の気候 | オグデン（1981年-2010年平均）の気候 | オグデン（1981年-2010年平均）の気候 | オグデン（1981年-2010年平均）の気候 |
| 月                                  | 1月                                 | 2月                                 | 3月                                 | 4月                                 | 5月                                 | 6月                                 | 7月                                 | 8月                                 | 9月                                 | 10月                                | 11月                                | 12月                                | 年                                  |
| ----------------------------------- | ----------------------------------- | ----------------------------------- | ----------------------------------- | ----------------------------------- | ----------------------------------- | ----------------------------------- | ----------------------------------- | ----------------------------------- | ----------------------------------- | ----------------------------------- | ----------------------------------- | ----------------------------------- | ----------------------------------- |
| 最高気温記録 °F （°C）              | 65 (18)                             | 68 (20)                             | 78 (26)                             | 87 (31)                             | 98 (37)                             | 102 (39)                            | 106 (41)                            | 102 (39)                            | 97 (36)                             | 93 (34)                             | 75 (24)                             | 66 (19)                             | 106 (41)                            |
| 平均最高気温 °F （°C）              | 37.0 (2.8)                          | 42.5 (5.8)                          | 53.8 (12.1)                         | 62.2 (16.8)                         | 71.4 (21.9)                         | 82.0 (27.8)                         | 91.4 (33)                           | 89.5 (31.9)                         | 78.7 (25.9)                         | 65.4 (18.6)                         | 49.2 (9.6)                          | 38.3 (3.5)                          | 63.45 (17.47)                       |
| 平均最低気温 °F （°C）              | 21.3 (−5.9)                         | 24.3 (−4.3)                         | 33.1 (0.6)                          | 39.5 (4.2)                          | 47.0 (8.3)                          | 55.9 (13.3)                         | 63.9 (17.7)                         | 62.6 (17)                           | 52.9 (11.6)                         | 41.6 (5.3)                          | 31.0 (−0.6)                         | 22.9 (−5.1)                         | 41.33 (5.18)                        |
| 最低気温記録 °F （°C）              | −16 (−27)                           | −11 (−24)                           | 3 (−16)                             | 17 (−8)                             | 21 (−6)                             | 33 (1)                              | 37 (3)                              | 34 (1)                              | 29 (−2)                             | 11 (−12)                            | −12 (−24)                           | −12 (−24)                           | −16 (−27)                           |
| 降水量 inch （mm）                  | 2.20 (55.9)                         | 1.92 (48.8)                         | 2.11 (53.6)                         | 2.18 (55.4)                         | 2.58 (65.5)                         | 1.54 (39.1)                         | 0.83 (21.1)                         | 0.92 (23.4)                         | 1.67 (42.4)                         | 2.22 (56.4)                         | 1.96 (49.8)                         | 1.86 (47.2)                         | 21.98 (558.3)                       |
| 降雪量 inch （cm）                  | 7.8 (19.8)                          | 5.9 (15)                            | 1.3 (3.3)                           | 0.7 (1.8)                           | 0 (0)                               | 0 (0)                               | 0 (0)                               | 0 (0)                               | 0 (0)                               | 0.1 (0.3)                           | 2.8 (7.1)                           | 3.6 (9.1)                           | 22.1 (56.1)                         |
| 平均降水日数 （≥0.01-inch）         | 9.3                                 | 7.8                                 | 8.3                                 | 8.0                                 | 8.5                                 | 5.1                                 | 3.8                                 | 4.0                                 | 6.0                                 | 6.4                                 | 7.7                                 | 7.8                                 | 82.7                                |
| 平均降雪日数 （≥0.1-inch）          | 3.4                                 | 2.2                                 | 0.8                                 | 0.3                                 | 0                                   | 0                                   | 0                                   | 0                                   | 0                                   | 0.1                                 | 1.2                                 | 1.6                                 | 9.6                                 |
| 出典：NOAA                          |                                     |                                     |                                     |                                     |                                     |                                     |                                     |                                     |                                     |                                     |                                     |                                     |                                     |

## 人口動態
以下は2000年国勢調査による人口統計データである。
| 基礎データ - 人口: 77,226 人 - 世帯数: 27,384 世帯 - 家族数: 18,402 家族 - 人口密度: 1,119.3人/km2（2,899.2 人/mi2） - 住居数: 29,763 軒 - 住居密度: 431.4軒/km2（1,117.4軒/mi2） 人種別人口構成 - 白人: 79.01% - アフリカン・アメリカン: 2.31% - ネイティブ・アメリカン: 1.20% - アジア人: 1.43% - 太平洋諸島系: 0.17% - その他の人種: 12.95% - 混血: 2.93% - ヒスパニック・ラテン系: 23.64% 年齢別人口構成 - 18歳未満: 28.8% - 18-24歳: 14.6% - 25-44歳: 29.0% - 45-64歳: 16.3% - 65歳以上: 11.3% - 年齢の中央値: 29歳 - 性比（女性100人あたり男性の人口） - 総人口: 102.3 - 18歳以上: 100.5 | 世帯と家族（対世帯数） - 18歳未満の子供がいる: 35.2% - 結婚・同居している夫婦: 48.4% - 未婚・離婚・死別女性が世帯主: 13.1% - 非家族世帯: 32.8% - 単身世帯: 26.2% - 65歳以上の老人1人暮らし: 9.6% - 平均構成人数 - 世帯: 2.73人 - 家族: 3.32人 収入と家計 - 収入の中央値 - 世帯: 34,047米ドル - 家族: 38,950米ドル - 性別 - 男性: 29,006米ドル - 女性: 22,132米ドル - 人口1人あたり収入: 16,632米ドル - 貧困線以下 - 対人口: 16.5% - 対家族数: 12.6% - 18歳未満: 20.2% - 65歳以上: 9.3% |

### 宗教
- 末日聖徒イエス・キリスト教会 - 83.3%
- カトリック - 8.5%
- プロテスタント - 5.5%
- その他 - 2.7%

## 市政府と政治

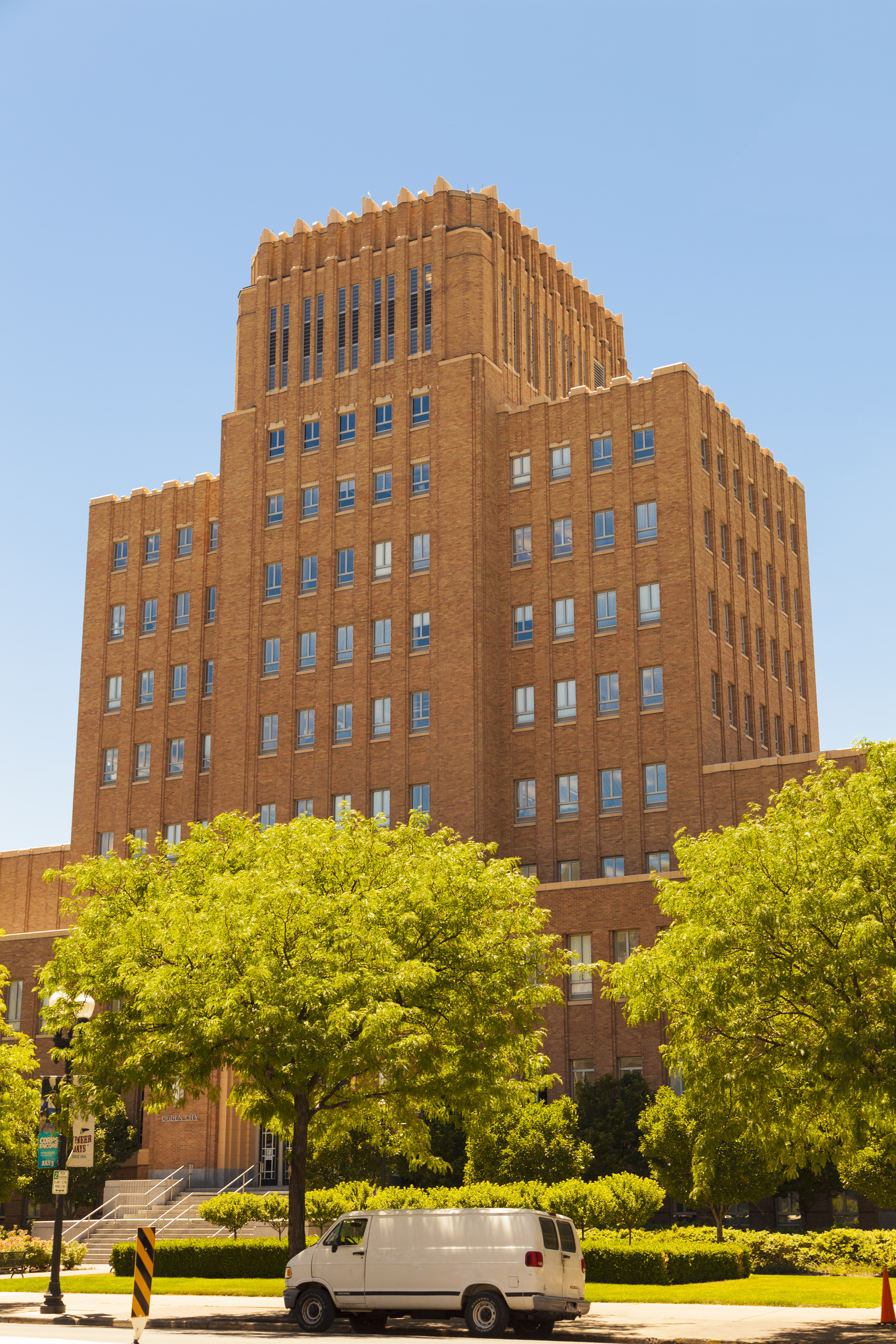
オグデン市庁舎

オグデン市は市長・市政委員会方式の政府を採用している。常勤の市長が行政機能を受け持ち、7人の非常勤委員で構成される市政委員会が立法機能を担当している。これら選挙で選ばれる役人の任期は4年間であり、選挙は奇数年に行われ、任期は偶数年の1月に始まる。委員のうち4人は小選挙区から選ばれ、残り3人は市全体を選挙区に選出されている。
市政府の年間予算は1億米ドルを幾らか超える程度であり、常勤職員600人近くを雇用している。通常の自治体が行う市民サービスに加えて、事業や経済の開発促進に活発に携わっている。再開発を担当する機関を運営しており、市政委員会がその理事会、市長がその執行役員を務めている。1996年に設立されてから徐々に活動を拡大しており、税収は年約1,000万米ドル増加し、未払負債は5,000万米ドル以上となった。市内中央事業地区のほとんど全てが再開発地区の指定を受けており、また市内西部にあるビジネス・デポ・オグデンなどの工業地域も同様である。
近年の政治的話題の大半は、中心街における市政府が後援する開発プロジェクトに集中しており、議論が多い。これにはオグデン・エクルズ会議場、リンドクィスト・フィールド、ザ・ジャンクション、オグデン川プロジェクトが含まれ、さらにまだ動き出していない提案もある。中心街とウィーバー州立大学を結ぶ路面電車の計画はかなりの注目を集めたが、支持の声は限られている。2005年から2007年に大きな議論を呼んだのは、市長達が市内丘陵部の公有地に贅沢な住宅開発を行い、山上にはスキー場を設けて1組のロープウェーで結ぼうとしたことであり、成功しなかった。その他の関心事として、比較的高い税率と公共料金率、犯罪撲滅運動、政府の汚職の問題、さらに市教育学区が直面する問題などがある。

## 教育

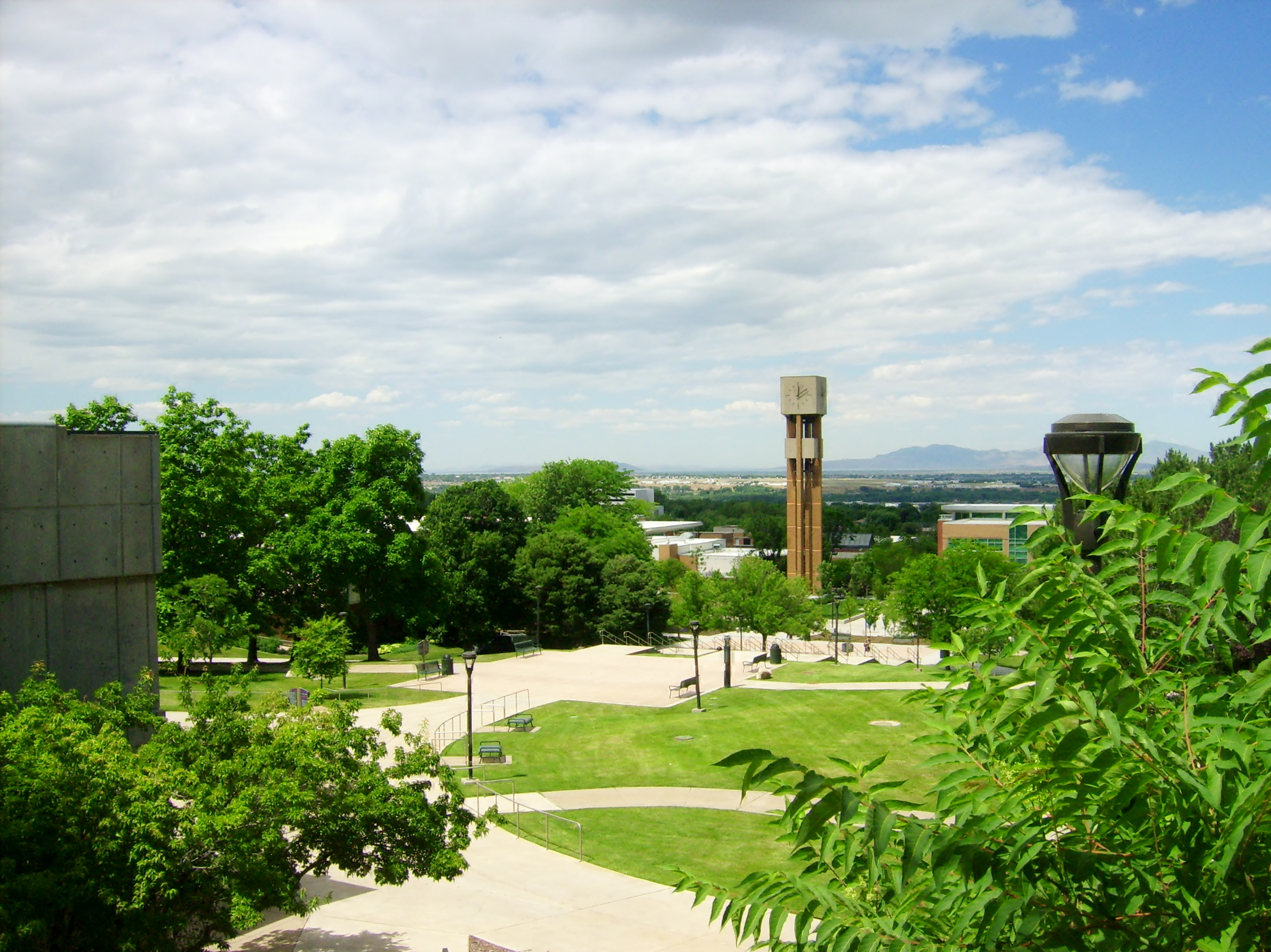
ウィーバー州立大学主キャンパス

- ウィーバー州立大学（英語版）
- オグデン・ウィーバー応用工学カレッジ
- オグデン市教育学区
- スティーブンス・ヘネガー・カレッジ
- オグデン高校
- ダビンチ科学・芸術アカデミー
- ベン・ロモンド高校

## 経済

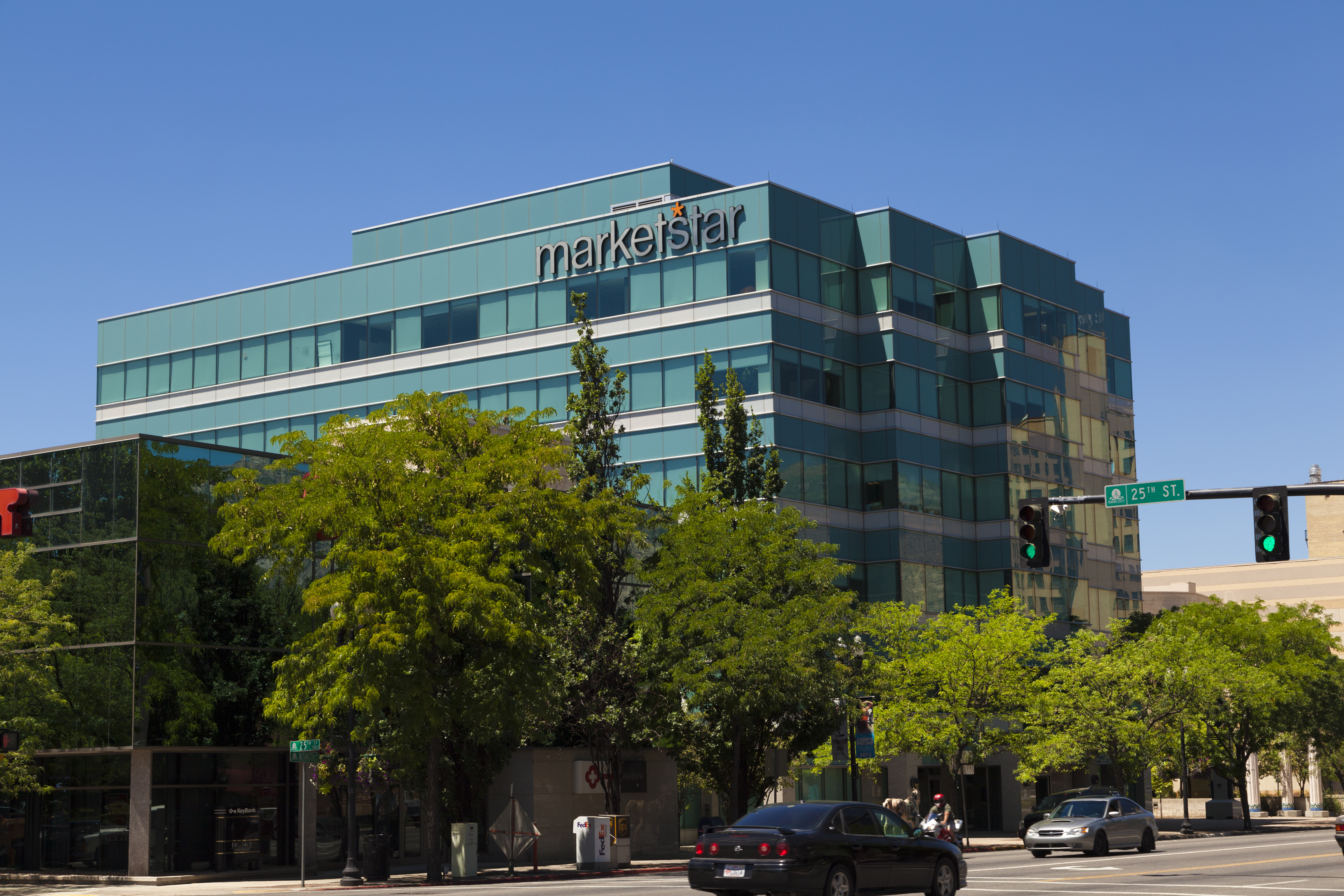
市内にあるマーケットスター本社

ユタ州では2番目に大きな大都市圏の主要都市として、州北部の経済中心になっている。市の中心部大半は、連邦政府、州、郡、市の政府機関事務所が占めている。国税庁が市内に大型地域施設を持っており、5,000人以上を雇用して市内最大の雇用主になっている。その他の大規模雇用主としては、マッケイ・ディ病院、ウィーバー州立大学、オグデン市教育学区、フレゼニアス、オートリブ、コンバージーズがある。
市内西部には幾つかの工業地域がある。その最大のものはビジネス・デポ・オグデンであり、元は陸軍の補給敞があった所で、1,000エーカー (4.0 km2) 以上の工業団地に再建されている。

### 本社のある企業
- FJ マネジメント Inc. – 石油会社
- マーケットスター – 小売りとマーケティング会社[28]
- オートリブ北アメリカ – 自動車用安全装置[31]
- ユタ銀行 – 銀行業[31]

## 交通

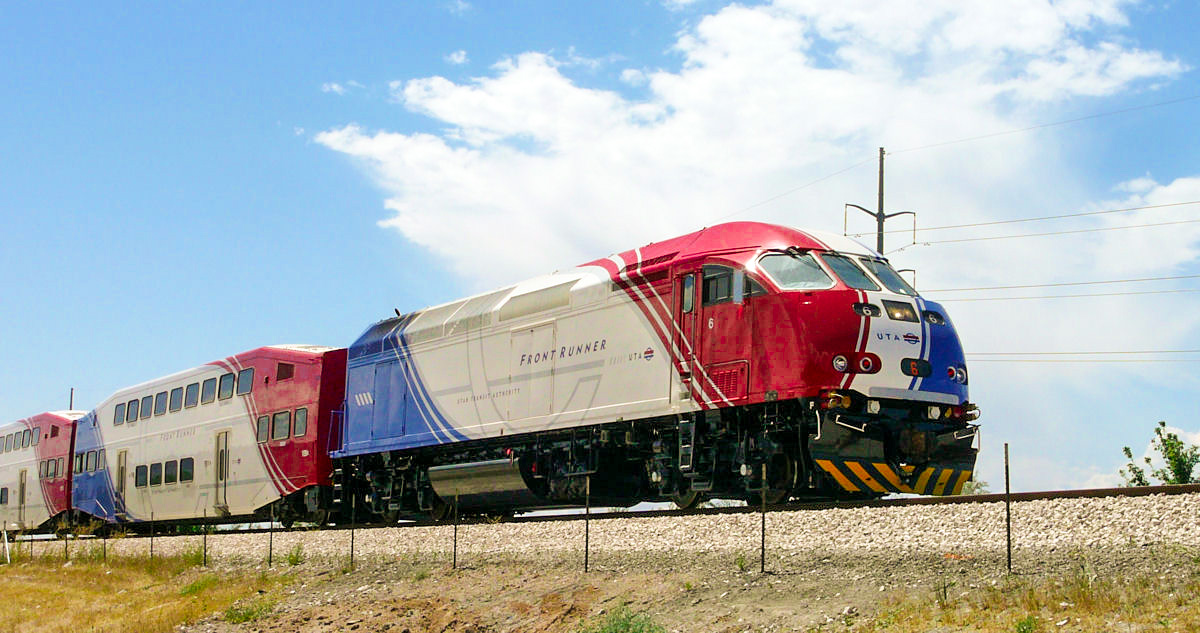
フロントランナー

### 鉄道
ユタ交通公社の通勤列車「フロントランナー」がソルトレイクシティとオグデンを結んでおり、オグデン・インターモーダル・ハブに駅がある。アムトラックの列車はオグデンを通らない。
貨物輸送については、大陸横断鉄道がロッキー山脈を横断する区間の西端の街として重要な拠点となっていた時期がある。ワイオミング州のグリーンリバーに至る山脈を越える勾配区間は283kmも連続しており、20世紀中頃には世界最大級の蒸気機関車（ユニオン・パシフィック鉄道4000形蒸気機関車）が配備されていた。

### バス
ユタ交通公社がオグデンとソルトレイクシティを直接結ぶバス4路線を運行しており、またウィーバー郡やデイビス郡の各地と市の西端にあるオグデン・インターモーダル・ハブあるいはウィーバー州立大学とを結ぶ路線もある。さらに北のブリガムシティとを結ぶ2路線もあり、ここがユタ交通局の北端になっている。州間高速道路15号線にそって、グレイハウンド・バスの停留所もある。

### 道路
州間高速道路15号線と同84号線が市内を通っている。84号線は南部郊外部を東西に走り、リバーデール近くで15号線に合流する。15号線は市の西端近くを南北に走り、ワサッチ・フロントの他部分とさらにその先を結んでいる。15号線の出口は市内に4か所ある。アメリカ国道89号線が南から市内に入り、市のメインストリートであるワシントン・ブールバードとして市中を抜ける。その後は北のブリガムシティに向かう。ユタ州道39号線は12番通りとして市内を東西に抜け、東はオグデン峡谷を抜けてパインビュー貯水池やスキー場のあるリゾート町ハンツビルに至る。

### 空港
州内では比較的利用客が多いオグデン・ヒンクリー空港が市の南西部にある。

## 見どころ
- ビゲロー＝ベン・ロモンド・ホテル
- ダビンチ科学・芸術アカデミー
- ディー催事会館
- エクルズ・アベニュー歴史地区
- 歴史ある25番通り

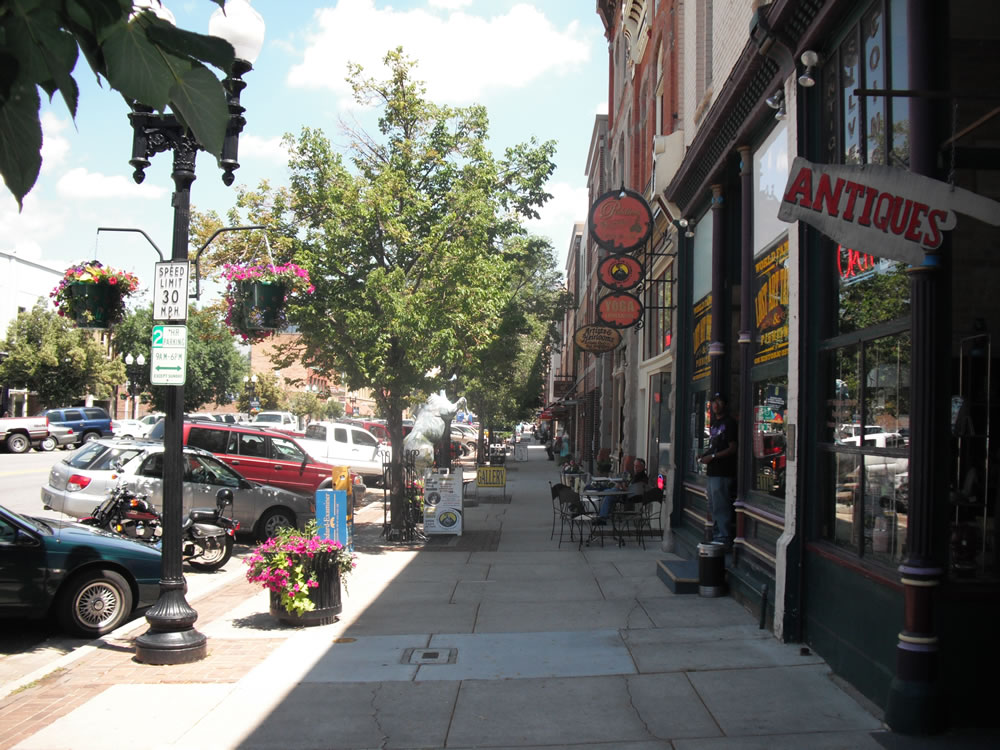
中心街の歴史ある25番通り

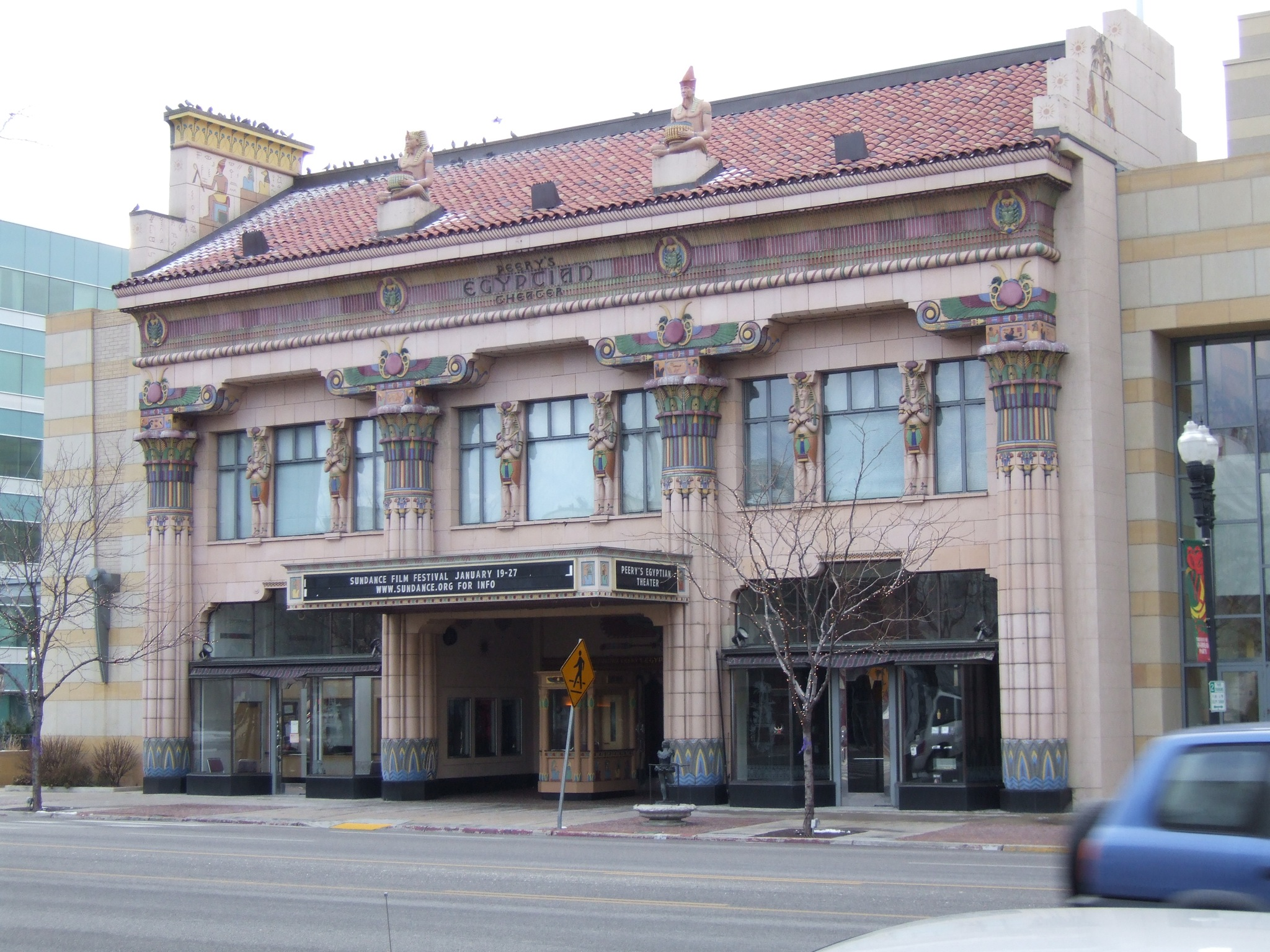
ピーリーズ・エジプシャン・シアター

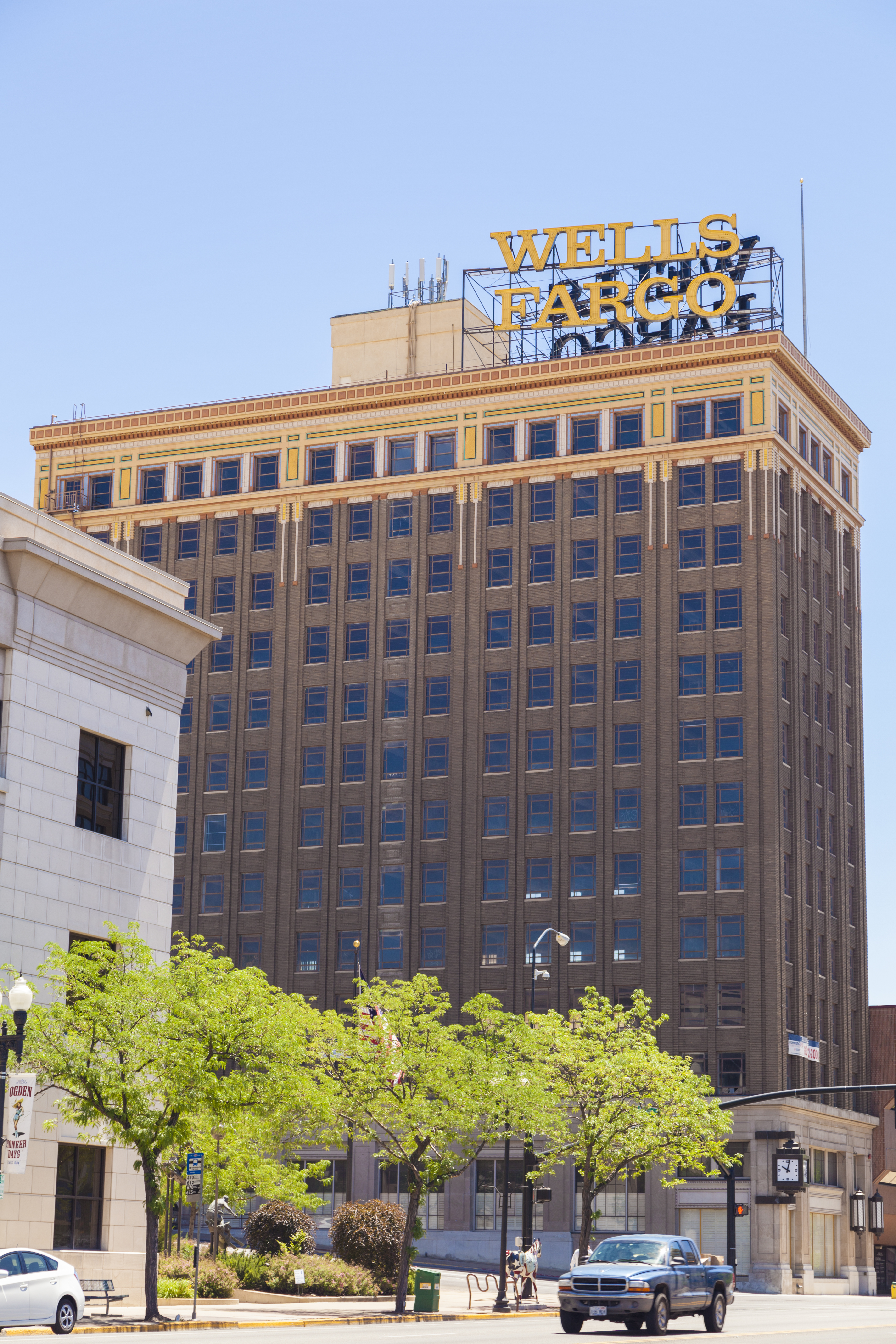
第1セキュリティビル、25番通り

- ジ・アイス・シート、2002年ソルトレークシティオリンピックのカーリング会場
- ジェファーソン・アベニュー歴史地区
- ザ・ジャンクション、小売りと住宅の複合施設
- オグデン市役所
- オグデン高校
- オグデン自然センター
- オグデン・ユタ・テンプル
- オット・プラネタリウム
- ピーリーズ・エジプシャン・シアター（英語版）
- スノーベースン・スキー場、2002年冬季オリンピックでアルペンスキーの会場
- セントジョセフ・カトリック学校
- ユニオン駅
- オグデン森林局ビル
- ウィーバー州立大学
- ツリーハウス子供博物館

## スポーツとレクリエーション
オグデンの近くにある山や川は屋外レクリエーションの様々な機会を提供している。
市の東部には広範囲のトレイル体系が備わり、市民や観光客は直接ワサッチ山脈の丘陵部に行くことができる。トレイルはハイキング、ランニング、マウンテンバイクや時にはスノーシューやクロスカントリースキーに使われている。東は険しい山道が山に向かっており、他にも多くの登山道が市から数マイル以内で始まっている。オグデン川やウィーバー川の土手には都会型の舗装トレイルが通っている。
丘陵部の上にある珪岩の崖はロッククライミングのルートになっている。丘陵部にある広大な巨岩の原は州内でも人気のあるボルダリングの場所となっている。

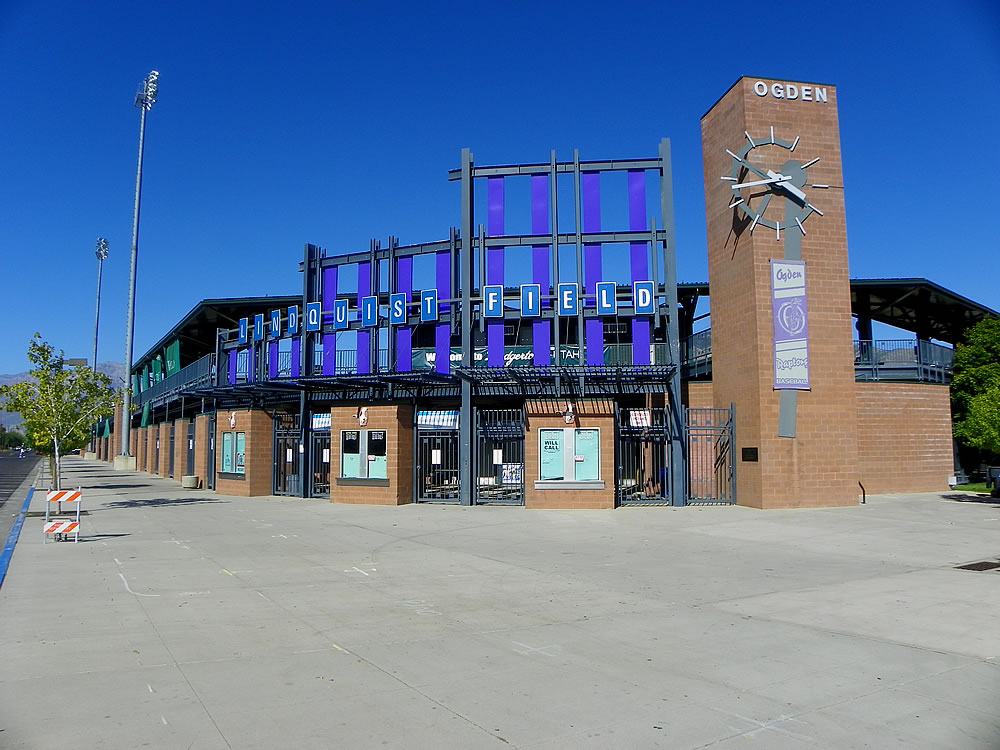
リンドクィスト・フィールド、猛禽類が生息する

オグデンの東にある山岳部には、スノーベースン、パウダー山、ウルフ山という3つの滑降スキー場がある。クロスカントリー・スキーに人気があるのはスノーベースンとウィーバー郡のノースフォーク公園である。
カヤックもオグデン川やウィーバー川の一部で人気のあるスポーツである。市の西部、ウィーバー川には開発されたカヤック公園がある。オグデンに近い貯水池は様々なウォータースポーツに使われている。
プロスポーツではマイナーリーグ野球のパイオニアリーグに属するオグデン・ラプターズ、マイナーリーグ・サッカーのUSLプレミアデベロップメントリーグに属するオグデン・アウトローズ、アメリカ・インドア・フットボール協会に属するオグデン・ナイツが本拠地にしている。
オグデン・スタジアムでは毎年、モータースポーツの「ホットロッキング・フォース」が開催されている。
市内には数か所のゴルフ場もある。
ウィーバー州立大学には幾つか大学間運動チームがあり、地元住民が観戦している。バスケットボールのチームが特に知られている。
サンダンス映画祭ではオグデンが1つの会場になっている。現在フォーサイト映画祭と呼ばれる地方映画祭も2004年から毎年開催されている。その他、中心街のファーマーズマーケット、オグデン芸術祭、ハーベスト・ムーン祭、オグデン冬祭、オグデン・マラソンも開催されている。
市内には2つのシッピングセンターがある。ニューゲイト・モールは1981年に建設された。オグデン・シティモールが1年早かったがその後解体され、ザ・ジャンクションとして再開発された。
2009年、オグデンは雑誌ニューズマックスによる「アメリカの最も特徴ある都市と町25」のリストに挙げられた。これは現在CBSニュースの旅行編集者ピーター・グリーンバーグが書いたものである。そのランキングを決める時に、人気のある観光地の中でもスノーベースンとパウダー山を挙げていた。

## 著名な出身者
- ハル・アシュビー、アカデミー賞を受賞した映画監督
- ジョン・ブローニング、発明家、武器の設計者
- トム・チェンバース、NBAバスケットボール選手
- J・ウィラード・マリオット、ホテル業界の大立者、マリオット・インターナショナルの創業者
- ハーバート・ブラウン・モー、政治家、第8代ユタ州知事
- ワッツ・ミサカ、日本名:三阪 亙
非白人選手として初めてNBAと契約したバスケットボール選手。1945年にアメリカ陸軍兵士として両親の出身地である広島県で原子爆弾による被爆者の聞き取り調査を行なったことでも知られる。
- ブレント・スコウクロフト、政治家、元国家安全保障問題担当大統領補佐官
- ゲディ・ワタナベ、日系人俳優
- バイロン・スコット、NBAバスケットボール選手、現コーチ

### 大衆文化の中で
以下はオグデンで撮影された映画とテレビ番組である。
- エバーウッド 遥かなるコロラド、大半はオグデン中心街で撮影された
- コン・エアー
- フレッチ/殺人方程式
- ティファニーの企画CD"I Think We're Alone Now"のミュージックビデオ
- フローズン、スノーベースン・スキー場で撮影された